# Галларате, Теобальдо Висконти
Теобальдо Висконти (итал. Teobaldo Visconti; 1601 — 12 января 1674), маркиз ди Числаго, граф ди Галларате — испанский офицер, участник Тридцатилетней войны.

## Биография
Сын Чезаре Висконти и Елены Арконати.
После возобновления Восьмидесятилетней войны в 1622 году отправился служить в испанских войсках в Нидерландах. Капитан роты пикинёров (1629), член военного совета (1630), кампмейстер (1637). Прослужил в Нидерландах двадцать один год, был дважды ранен, отличился в нескольких осадах и сражениях.
Вернувшись на родину в 1643 году, был направлен в Пьемонт против французов, в частности, для оказания помощи в отвоевании Тортоны, а в 1645 году для предотвращения перехода врага через Тичино. В том же году был направлен в Тироль на свадьбу Анны Медичи с эрцгерцогом Фердинандом Карлом.
Вновь отличился в 1648 году, когда герцог Моденский в союзе с французами осадил Кремону. Неприятель подошёл к Милану, и пытался склонить горожан к восстанию. Теобальдо был назначен генеральным суперинтендантом городского ополчения и сумел не допустить беспорядков. В 1656 году купил графство Галларате у семьи д'Альтемпс.
4 сентября 1670 был пожалован Карлом II в рыцари ордена Золотого руна.

## Семья
Жена: Клаудиа Тассони Эстенсе, дочь Эрколе Тассони Эстенсе и Катерины Форни, вдова Троило Росси, графа ди Сан-Секондо
Дети:
- Эрколе (ум. 1712)
- Чезаре (1643—1716), маркиз ди Числаго. Жена: Тереза Серра (ум. 1707), дочь Джован Франческо Серры, маркиза ди Стреви, и Джованны Дориа
- Карлантонио, мальтийский рыцарь (1650)
- Катерина. Муж: Хосе де Лерма
- Елена. Муж: Антонио Борромео, герцог ди Чери